# Schloss Stolpen
Schloss Stolpen is een kasteel dat ongeveer 27 kilometer ten oosten van Dresden ligt en ten zuiden van de plaats Stolpen in de kreis Sächsische Schweiz-Osterzgebirge in de Duitse deelstaat Saksen.
Het kasteel werd onder anderen bewoond door de gravin Constantia von Cosel (17 oktober 1680 - † 31 maart 1765 ) en door een aantal bisschoppen van het bisdom Meissen

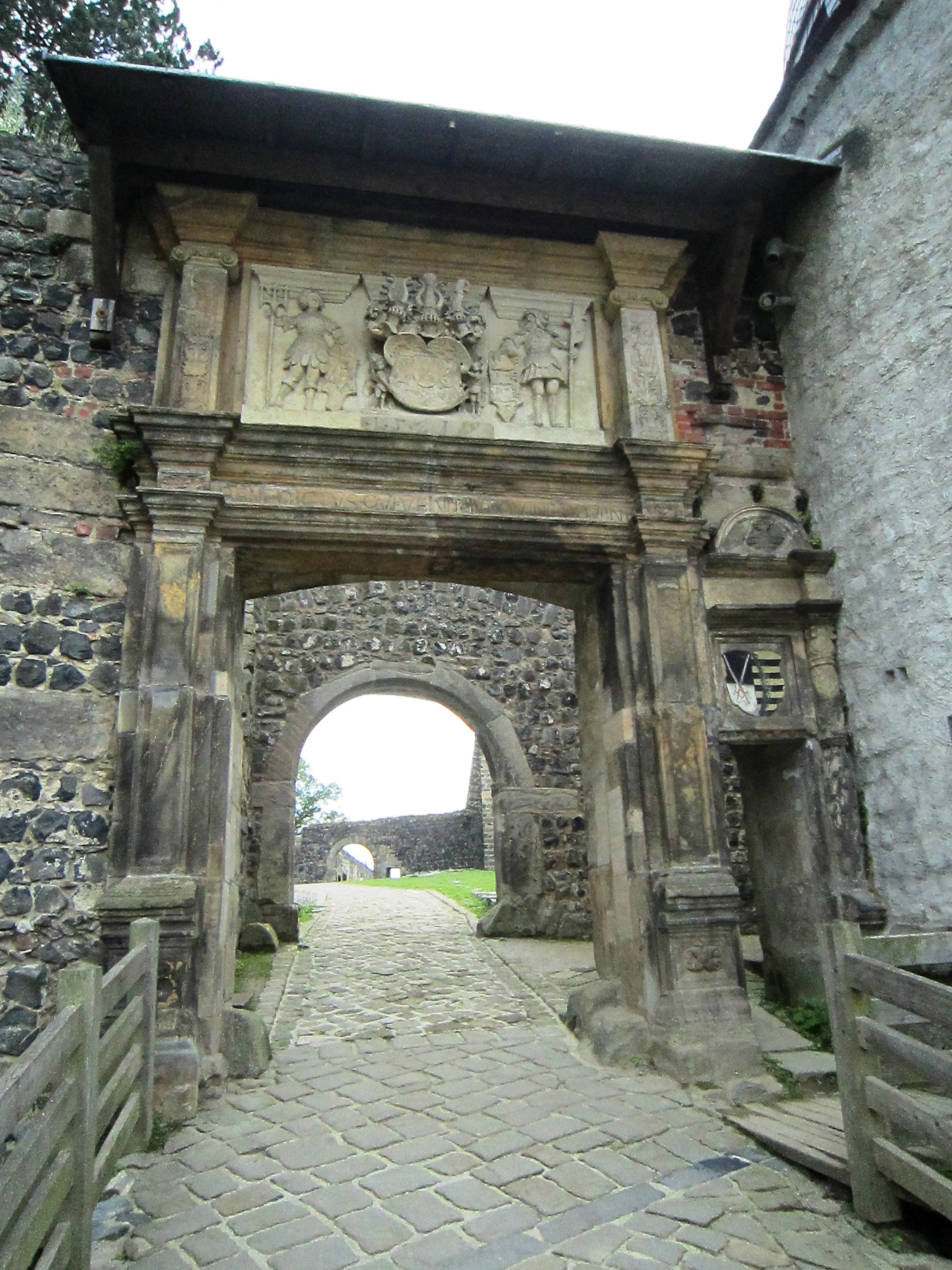
Een van de toegangsdeuren
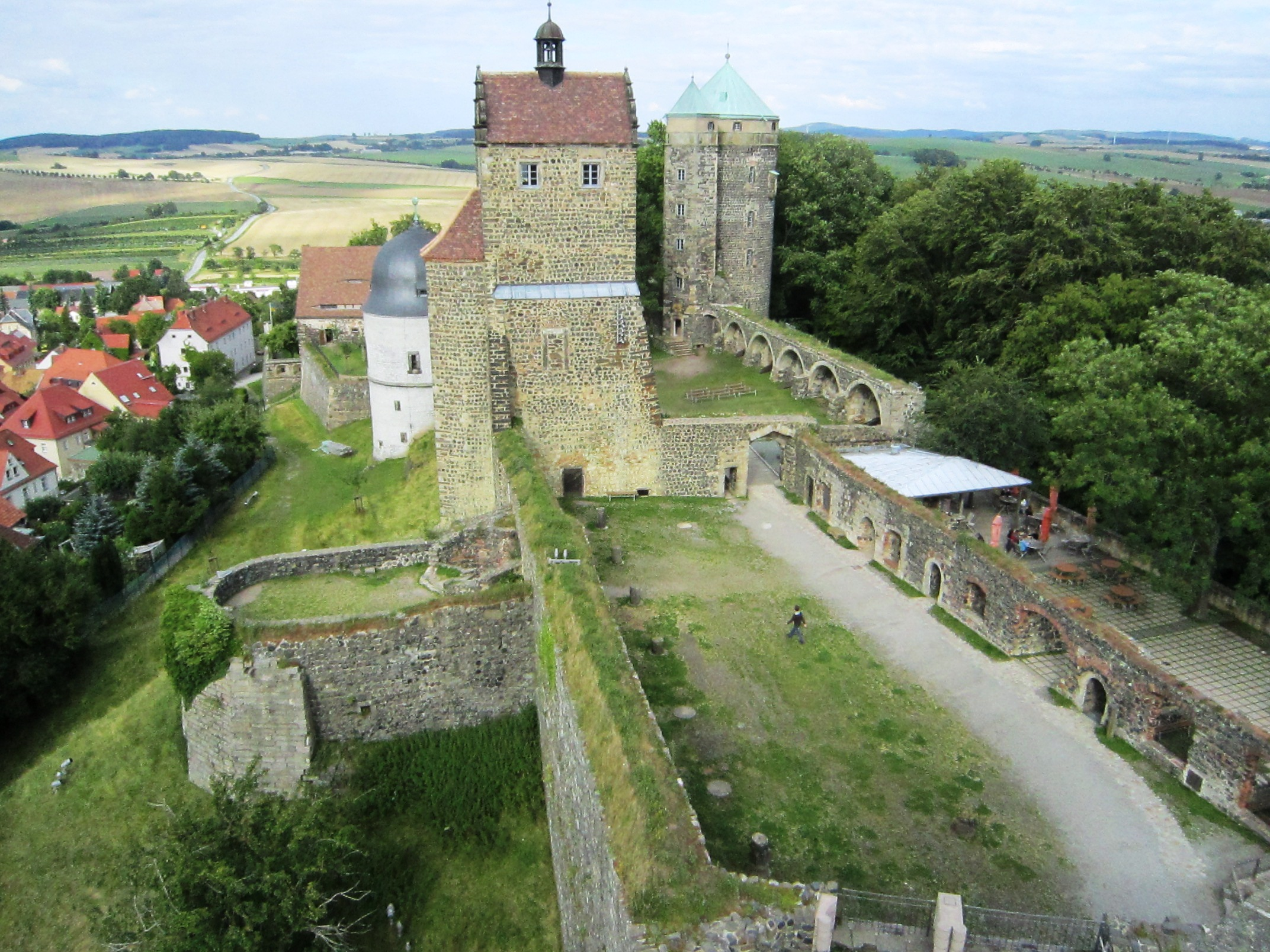
Het kasteel
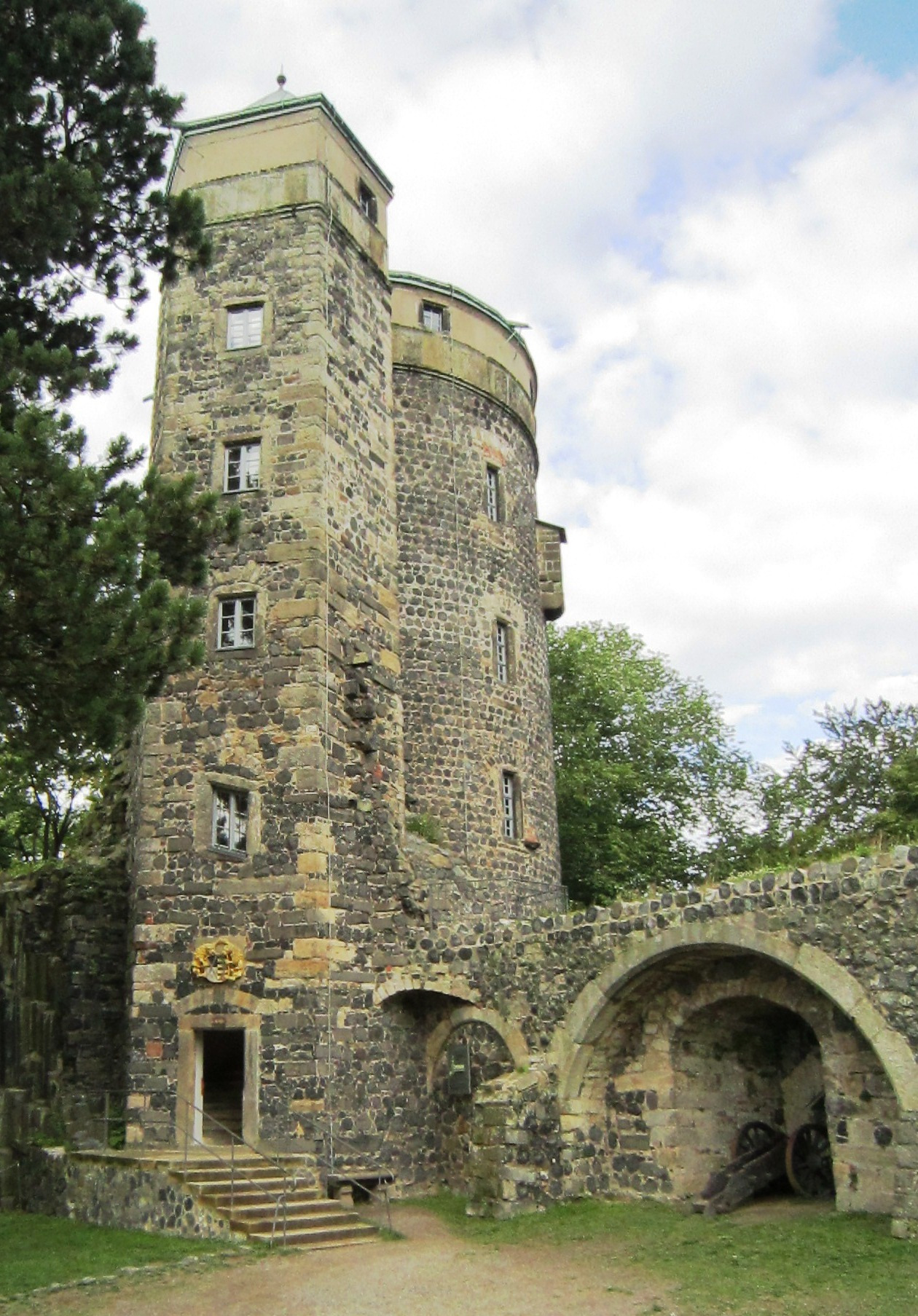
St. Johann's toren, bekend als de Toren van Cosel
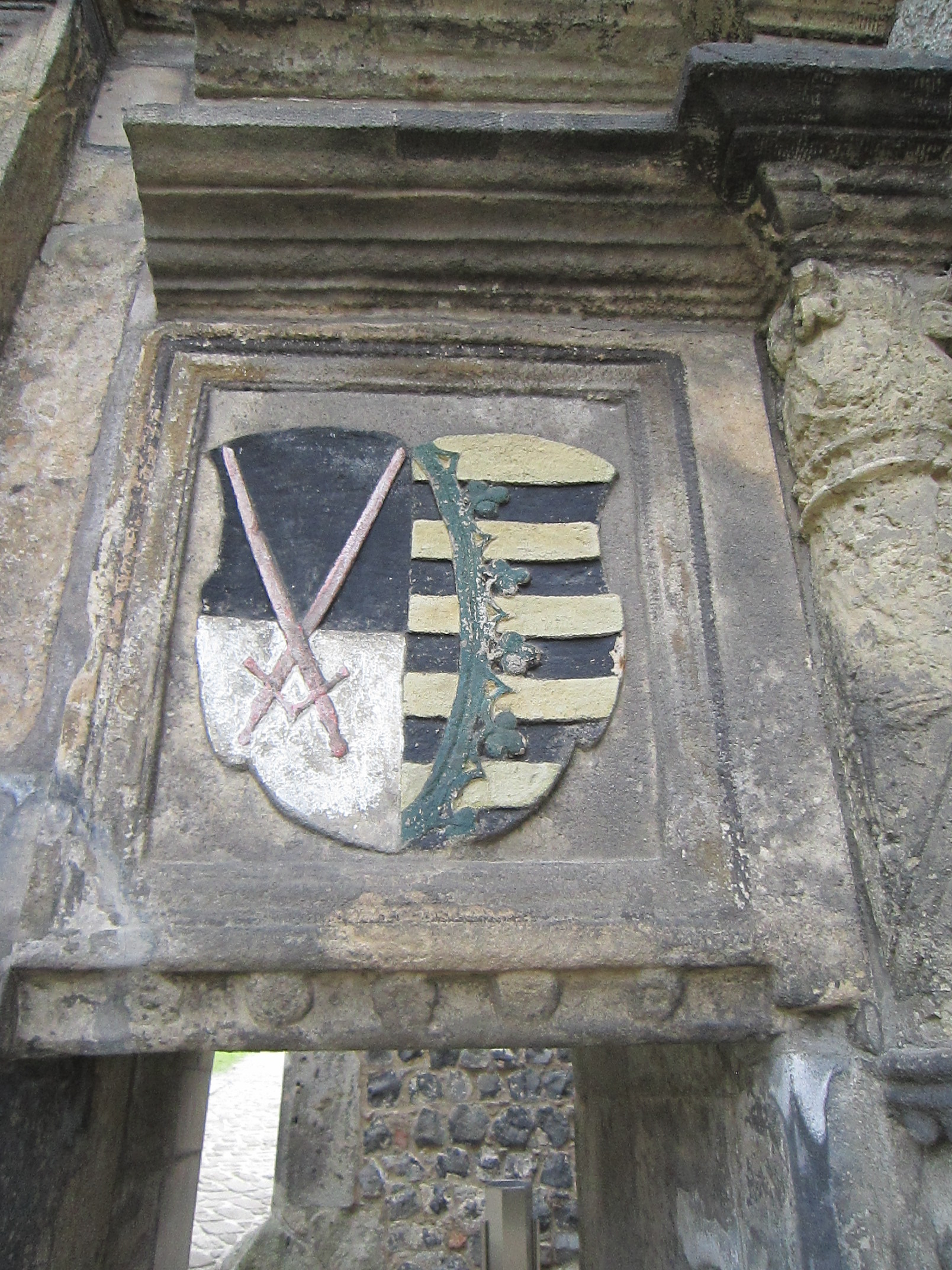
Het wapen

## Weblinks
- Burg Stolpen.
- Der sächsische Basalt.